# Десятипалая медведка
Десятипалая медведка (лат. Neocurtilla hexadactyla) — вид прямокрылых насекомых из семейства медведок. Неарктика (интродуцирован в Неотропику).

## Описание
Известен в США и Канаде как Northern Mole Cricket, нативный ареал представлен востоком Северной Америки. Также встречается в Центральной Америке (Мексика, Панама). Интродуцирована в Южную Америку (Эквадор, Колумбия, Бразилия). Ранее включали в состав рода Gryllotalpa. Длина тела от 19 до 33 мм. Растительноядные насекомые, чьи нимфы питаются корнями. Из естественных врагов известна роющая оса Larra analis (Crabroninae), которая атакует медведку в её норке, парализует жалом и откладывает на неё свои яйца. Издают стрекочущие звуки (2—3 в секунду) с доминирующей частотой в 1,7 kHz.